# Pterolophioides laterifuscus
Pterolophioides laterifuscus là một loài bọ cánh cứng trong họ Cerambycidae. Loài này được Fairmaire mô tả vào năm 1886.